# Jeff Beck
Jeff Beck (24. června 1944 Wallington, Londýn – 10. ledna 2023) byl anglický rockový kytarista. Spolu s Ericem Claptonem a Jimmy Pagem byl jedním ze tří nejvýznamnějších kytaristů, kteří působili v legendární skupině The Yardbirds. Jeff Beck nikdy nedosáhl takového komerčního úspěchu jako jeho kolegové, ale jako bývalý člen skupiny The Yardbirds byl pozván v roce 1992 na uvedení do Rokenrolové síně slávy.
Většina jeho skladeb je instrumentálních, zahrnují různé žánry od blues-rocku, heavy metalu, jazz fusion po současný kytarový rock a elektronickou hudbu. Tato Beckova univerzálnost ztěžuje jeho žánrové zařazení. Naproti tomu je hudební kritikou za svou práci uznávaným kytaristou a jeho rockové instrumentální skladby ve své kategorii získaly i vícero cen Grammy.
Ve svém běžném životě byl Jeff Beck fandou závodů upravených terénních vozidel hot rods a byl vlastníkem jedné z nejkrásnějších sbírek těchto automobilů v Británii. Hot rods byly i oblíbeným tématem skladeb jeho posledních alb.
Spolu s Ringo Starrem a Davidem Gilmourem si zahrál ve videoklipu ke skladbě „Too Much to Lose“ česko-amerického hudebníka Jana Hammera.

## Diskografie

### Jeff Beck Group
- Truth – 1968 #15 US
- Beck-Ola – 1969 #15 US
- Rough and Ready – 1971 #46 US
- Jeff Beck Group – 1972 #19 US

### V seskupení Beck, Bogert & Appice
- Beck, Bogert & Appice – 1973
- Beck, Bogert & Appice Live in Japan – 1974

### Spolu s Big Town Playboys
- Crazy Legs  – 1993

### Sólová alba

#### Studiová alba
- Blow by Blow – 1975 #4 US
- Wired – 1976 #16 US
- There and Back – 1980 #21 US
- Flash – 1985 #42 US (vítěz roku 1986 – Grammy Award za Best Rock Instrumental Performance)
- Jeff Beck's Guitar Shop – 1989 #49 US (vítěz roku 1990 – Grammy Award za Best Rock Instrumental Performance)
- Who Else! – 1999 #99 US
- You Had It Coming – 2001 #110 US
- Jeff – 2003
- Official Bootleg USA'06 (původně prodávaný přes web Jeffa Becka)
- Emotion And Commotion – 2010
- Loud Hailer – 2016

#### Živá alba
- Jeff Beck With the Jan Hammer Group Live – 1977 #23 US
- Live at BB King Blues Club – 2006 (nahrané 9. října 2003; původně prodávané jen přes Sony's online store v roce 2004)
- Live at Ronnie Scott's – 2008 (nahráno 10. listopadu 2008 v newyorském klubu Ronnie Scott's Jazz Club)

#### Soundtracky
- Jeff Beck & Jed Leiber – Frankie's House – 1992 (soundtrack)

#### Singly
- „Love Is Blue“ / „I've Been Drinking“ – 1967
- „Tallyman“ / „Rock My Plimsoul“ – 1967
- „Hi Ho Silver Lining“ / „Beck's Bolero“ – 1967

### Kompilace
- Beckology – 1991
- Best of Beck – 1995